# Think Tank
Think Tank – siódmy album zespołu Blur, wydany w roku 2003.
Płyta była nagrywana w Londynie, Maroko i Devon.
Autorem okładki albumu jest Banksy, angielski artysta graffiti.

## Lista utworów
1. „Me, White Noise” (Albarn/James/Rowntree/Phil Daniels) (ukryty utwór) – 6:48
2. „Ambulance” (Albarn/James/Rowntree) – 5:09
3. „Out of Time” (Albarn/James/Rowntree) – 3:52
4. „Crazy Beat” (Albarn/James/Rowntree) – 3:15
5. „Good Song” (Albarn/James/Rowntree) – 3:09
6. „On the Way to the Club” (Albarn/James/Rowntree/James Dring) – 3:48
7. „Brothers and Sisters” (Albarn/James/Rowntree) – 3:47
8. „Caravan” (Albarn/James/Rowntree) – 4:36
9. „We've Got a File on You” (Albarn/James/Rowntree) – 1:03
10. „Moroccan People's Revolutionary Bowls Club” (Albarn/James/Rowntree) – 3:03
11. „Sweet Song” (Albarn/James/Rowntree) – 4:01
12. „Jets” (Albarn/James/Rowntree/Mike Smith) – 6:25
13. „Gene by Gene” (Albarn/James/Rowntree) – 3:49
14. „Battery in Your Leg” (Albarn/Coxon/James/Rowntree) – 3:20

## Skład

### Blur
- Damon Albarn – wokale, wokale wspierające, gitara, fortepian, producent
- Alex James – gitara basowa, wokale wspierające, producent
- Dave Rowntree – perkusja, wokale wspierające, gitara, producent
- Graham Coxon – gitara w utworze 13

### Dodatkowi muzycy i producenci
- Bezzari Ahmed – rabab

- Moullaoud My Ali – oud
- Mohamed Azeddine – oud
- Fatboy Slim – producent
- Jason Cox – asystent producenta, inżynier

- Phil Daniels – wokale
- James Dring – inżynier
- Ben Hillier – producent, inżynier, instrumenty perkusyjne
- Gueddam Jamal – wiolonczela, skrzypce

- Abdellah Kekhari – skrzypce
- Ait Ramdan El Mostafa – kanoun
- Desyud Mustafa – orchestral arrangement
- El Farani Mustapha – tere
- Dalal Mohamed Najib – darbouka
- William Orbit – producent
- Hijaoui Rachid – skrzypce
- M. Rabet Mohamid Rachid – skrzypce

- Mike Smith – saksofon
- Kassimi Jamal Youssef – oud

## Certyfikaty i sprzedaż
| Kraj                  | Certyfikat  | Sprzedaż |
| --------------------- | ----------- | -------- |
| Wielka Brytania (BPI) | złota płyta | 100 000+ |